# Queso Varé

Ubicación del concejo de Siero en Asturias

El queso de Varé es un queso de leche caprina elaborado en la comunidad autónoma del Principado de Asturias, en España.

## Elaboración
Se recoge la leche de cabra, se pasteuriza, se le añade cuajo, fermentos y se deja cuajar durante 40 minutos a 32 °C. Se recoge la cuajada que se corta en pequeños trozos y se amasa para desuerarla. Una vez completado este paso se introduce la masa resultante en moldes y se prensa durante cuatro horas. Se sala mediante una inmersión en salmuera entre 12 y 24 horas. Finalmente se introduce en cámaras para su maduración durante 30 días.

## Características
Es un queso de forma cilídrica, de interior o pasta de color blanco y corteza fina también blanca.

## Zona de elaboración
Se elabora en la aldea de Varé, cerca del Alto de la Madera, en el concejo asturiano de Siero. Lo elabora la quesería de Anita González.